# Pacific Air Forces
Le Pacific Air Forces (PACAF) (in inglese "Forze aeree del Pacifico") sono un Major Command della United States Air Force (USAF). Le PACAF sono anche la componente aerea dello United States Pacific Command (USPACOM). Il quartier generale PACAF è Hickam Air Force Base (Hawaii). Sono uno dei due Major Commands USAF dislocati al di fuori degli Stati Uniti continentali; l'altro è rappresentato dalle United States Air Forces in Europe. Nell'ultimo sessantennio, le PACAF sono state impegnate in combattimento due volte, durante la Guerra di Corea e in quella del Vietnam.
La missione delle Pacific Air Forces è dispiegare prontamente la potenza aerospaziale per favorire gli interessi americani nella regione Asia-Pacifico in tempo di pace, durante le crisi, ed in guerra. Le PACAF organizzano, addestrano, ed equipaggiano i 45 000 membri della Total Force con gli strumenti necessari a sostenere il comandante dello United States Pacific Command. Le PACAF comprendono quattro forze aeree numerate, nove basi principali e circa 375 aerei.
L'area di responsabilità del comando si estende dalla costa occidentale degli Stati Uniti alla costa orientale dell'Africa e dall'Artico all'Antartico, più di 100 milioni di miglia quadrate (260 milioni di km2). L'area è abitata da due miliardi di persone che vivono in 44 paesi.

## Storia

### Far East Air Forces
La storia delle PACAF affonda le radici nell'attivazione delle Far East Air Forces (FEAF) il 3 agosto 1944, a Brisbane (Queensland, Australia). Le FEAF dipendevano dalle U.S. Army Forces Far East e fungevano da stato maggiore della Southwest Pacific Area in seno alle forze aeree alleate.
La creazione delle FEAF consolidò l'autorità di comando e controllo sulle unità della United States Army Air Force disseminate nel Pacifico sud occidentale nella Seconda guerra mondiale. Il 15 giugno 1945 tutte le forze aeree numerate delle United States Army Air Forces nel Teatro del Pacifico furono assegnate alle FEAF per sostenere le operazioni belliche nel Pacifico, ed in particolare:
- Fifth Air Force,[9] Nuova Guinea
- Seventh Air Force,[10] Okinawa
- Thirteenth Air Force,[11] Isole Salomone

Sebbene impegnate in operazioni di combattimento contro il Giappone, la Tenth Air Force di stanza in India e la Fourteenth Air Force di stanza in Cina non appartenevano alle Far East Air Forces. La Twentieth Air Force era posta direttamente alle dipendenze del comando generale USAAF presso il Pentagono e parimenti non faceva parte delle Far East Air Forces. Ad ogni modo, le Army Air Forces combinate sia nel Teatro Cina Birmania India sia in quello del Pacifico furono la più grande e potente organizzazione militare mai messa in campo da qualsiasi paese del mondo.
Alla fine della Seconda guerra mondiale, nel settembre 1945, le USAAF trovarono le loro unità dispiegate per tutto il Pacifico, dalle Hawaii all'India, dal Giappone all'Australia, e basate su campi d'aviazione in un centinaio di isole, oltre a basi in Cina ed in Birmania. Un riallineamento di queste forze si imponeva alle USAAF per meglio organizzare la propria struttura in tempo di pace. Il 6 dicembre 1945 le Far East Air Forces furono rinominate Pacific Air Command, United States Army (PACUSA), e le rispettive forze aeree furono ri-allocate come segue:
- Fifth Air Force: Assegnata a Tokyo, Giappone.

La sua missione primaria rappresentare una forza d'occupazione del territorio nipponico e della Penisola coreana.
- Seventh Air Force: Assegnata ad Hickam Field, Hawaii

Ritornare alla sua missione ante-guerra in difesa delle Isole Hawaii, tra cui l'Atollo di Midway; le Isole Marshall ed altre isole del Pacifico centrale
- Eighth Air Force: Assegnata alla Kadena Army Air Base,[16] Okinawa

Difesa delle Isole Ryukyu, compresa Iwo Jima
- Thirteenth Air Force: Assegnata a Clark Field,[17] Filippine

Difesa delle Filippine, Nuova Guinea ed Isole Salomone.
- Twentieth Air Force: Assegnata ad Harmon Field, Guam, Isole Marianne

Riassegnata al PACUSA, 6 dicembre 1945. Garantì deterrenza strategica a favore dell'intera regione del Pacifico occidentale.
Con questa riconfigurazione delle risorse, il PACUSA controllava e comandava tutte le United States Army Air Forces in Estremo Oriente e nel Pacifico sud occidentale, e tutte le forze aeree furono poste sotto un unico comandante di aviazione per la prima volta.
Nel novembre 1945 il 509th Composite Group lasciò Tinian e fu riassegnato a Roswell Army Air Field (Nuovo Messico), portando negli Stati Uniti la capacità del PACUSA di lanciare la bomba atomica. Poco dopo, l'Eighth Air Force fu riassegnata al nuovo Strategic Air Command (SAC) il 7 giugno 1946, e le sue unità strategiche furono riassegnate al 1st Bombardment Division.
La principale missione del PACUSA negli anni del dopoguerra (1946–1950) era fungere da forza d'occupazione in Giappone e favorire la demilitarizzazione della società nipponica in collaborazione con l'esercito USA. Inoltre, il PACUSA partecipò alla messa a punto della bomba atomica nei Pacific Proving Grounds a partire dal test dell'Operazione Crossroads sull'Atollo di Bikini nelle Isole Marshall, 1946.

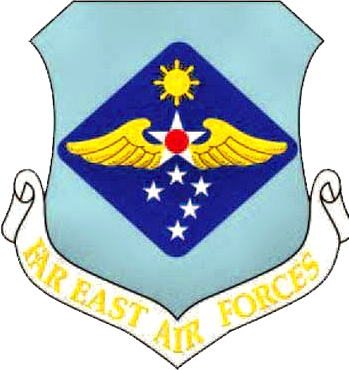
Emblema FEAF, 1954

Con la costituzione dell'United States Air Force, il PACUSA fu rinominato Far East Air Forces  (FEAF) il 1º gennaio 1947. In pari data, cessò l'attività della Seventh Air Force nelle Hawaii, e la relativa organizzazione venne assorbita dal comando FEAF.
I dispiegamenti PACUSA/FEAF in Corea prima della spartizione del paese nel 1948 favorirono la formazione della Repubblica di Corea (Corea del Sud), e del trasferimento di residuati bellici ed altre risorse all'Indocina francese come pure aiuti alla Cina Nazionalista durante la Guerra civile cinese che ripresero alla fine della Seconda guerra mondiale (1945–1949).

### Guerra di Corea

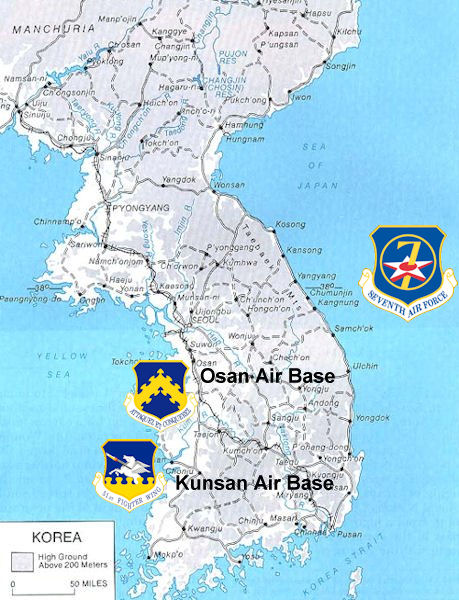
Le basi USA in Corea del Sud

Il 25 giugno 1950 le forze armate della Repubblica Democratica Popolare di Corea (Corea del Nord) invasero la Corea del Sud. Il 27 giugno il Consiglio di sicurezza delle Nazioni Unite deliberò di assistere i sud-coreani nella loro resistenza all'invasione. Il presidente Harry Truman autorizzò il generale Douglas MacArthur (comandante delle forze americane di occupazione in Giappone) ad impegnare le relative unità nella battaglia.
MacArthur ordinò al generale George E. Stratemeyer, comandante in capo delle FEAF, di attaccare ingaggiando le forze nord-coreane tra le linee del fronte ed il 38º parallelo.

#### Ordine di battaglia, giugno 1950
Malgrado la smobilitazione USA post Seconda guerra mondiale, l'aviazione americana aveva ancora nel Pacifico forze consistenti da contrapporre a quelle nord-coreane. Quando esse attraversarono il 38º parallelo (25 giugno 1950), le FEAF consistevano dei seguenti reparti principali*:
- Fifth Air Force (Giappone)

Itazuke Air Base, Kyushu
8th Fighter-Bomber Wing/Group (F-80, F-82)
Johnson Air Base, Honshu
3d Bombardment Wing/Group (B-26)
Nagoya Air Base, Honshu
347th Fighter AW Wing/Group (disattivato il 24 giugno 1950)
Tachikawa Air Base, Honshu
374th Troop Carrier Wing/Group (C-54)
Yokota Air Base, Honshū
35th Fighter-Interceptor Wing/Group (F-80, RF-80, F-82)
Misawa Air Base, Honshu
49th Fighter-Bomber Wing/Group (F-80)
- Twentieth Air Force (Okinawa ed Isole Marianne)

Naha Air Base, Okinawa
51st Fighter-Interceptor Wing/Group (F-80, F-82)
Kadena Air Base, Okinawa
31st Photo Reconnaissance Squadron, VLR** (RB-29)
Andersen Air Force Base, Guam
19th Bombardment Wing/Group (B-29)
- Thirteenth Air Force (Filippine)

Clark Air Force Base, Luzon
18th Fighter-Bomber Wing/Group (F-80)
21st Troop Carrier Squadron (C-54)
6204th Photo Mapping Flight (RB-17)
All'epoca, le unità da combattimento FEAF erano dotate di caccia Lockheed F-80 Shooting Star, caccia di scorta ogni tempo F-82 Twin Mustang, bombardieri leggeri da attacco al suolo Douglas B-26 Invader, ricognitori tattici Lockheed RF-80A e bombardieri pesanti Boeing B-29 Superfortress.
Durante la Guerra di Corea (1950-1953) la Fifth Air Force delle FEAF furono il principale comando di aviazione militare delle Nazioni Unite fino a che l'Accordo di armistizio coreano pose fine agli scontri nel 1953.
* Elementi del 2d e del 3d Air Rescue squadrons, aggregati alle FEAF dal Military Air Transport Service (MATS), furono dislocati in vaie basi da cui meglio potevano svolgere servizi di soccorso d'emergenza con i loro SB-17. Il 512th ed il 514th Weather Reconnaissance Squadrons (2143d Air Weather Wing) furono dislocati a Yokota ed Andersen. Tutte le unità USAF impegnate in combattimento durante la Guerra di Corea si trovavano sotto il comando di ultima istanza delle Far East Air Forces.

** Il 31st Photo Reconnaissance squadron faceva parte dello Strategic Air Command (SAC) ed era aggregato operativamente alle FEAF. Il 21 giugno 1950 l'unità iniziò le missioni di volo e combattimento sulla Penisola di Corea finalizzate all'acquisizione in favore del FEAF Bomber Command di riprese fotografiche di bersagli e delle relative valutazioni post-incursione (stima visiva dei danni quale parametro di successo operativo).

### Guerra fredda

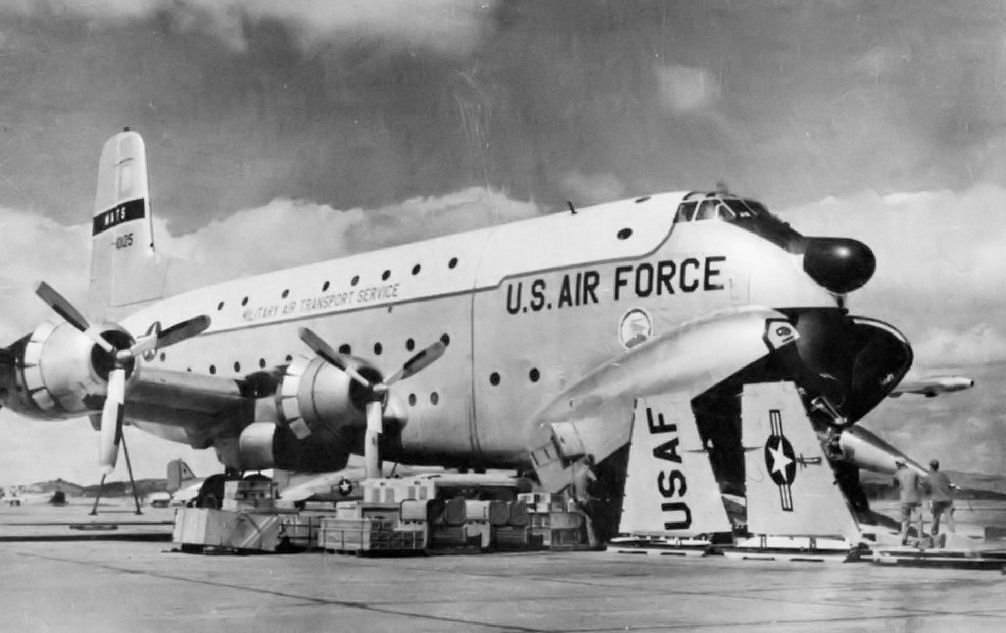
Un C-124 presso Hamilton AFB (California) approntato per trasportare un Lockheed F-104 Starfighter a Formosa, 1958.

Con l'armistizio coreano del 1953, le unità SAC e TAC schierate in Giappone e Corea furono gradualmente ritirate e richiamate negli Stati Uniti. La Twentieth Air Force fu disattivata il 1º marzo 1955, ed in tal modo le FEAF rimasero con due forze aeree subordinate, la Fifth in Giappone e la Thirteenth nelle Filippine, benché venissero mantenuti dei reparti a Guam ed Okinawa.
Il 1º luglio 1954 la Pacific Air Force (PACAF) fu attivata ad Hickam Air Force Base (Territorio delle Hawaii) ed assegnata alle Far East Air Forces (FEAF), che avevano il loro comando principale in Giappone. La Pacific Air Force presso Hickam funse soprattutto da unità aerea di stato maggiore ed organo di pianificazione dello U.S. Pacific Command. Il 1º luglio 1956 la Pacific Air Force prese il nome di Pacific Air Force/FEAF (Rear). Il comando principale delle FEAF iniziò i preparativi per spostarsi dal Giappone alle Hawaii. Il maggior generale Sory Smith assunse su di sé il ruolo aggiuntivo di vicecomandante delle Far East Air Forces.
Le tensioni tra comunisti cinesi sul continente e nazionalisti a Taiwan furono la principale preoccupazione delle FEAF nella seconda metà degli anni 1950. Tanto la Prima crisi dello Stretto di Taiwan (1954) quanto la Seconda (1958) minacciarono di sfociare in guerra aperta, e le unità USAF di F-104 C furono rischierate nella Ching Chuan Kang Air Base a Taiwan nel 1958. La questione di "Matsu e Quemoy" divenne un tema cruciale nel dibattito per le elezioni presidenziali statunitensi del 1960, in cui Richard Nixon accusò John F. Kennedy di essere riluttante ad usare le armi atomiche se la Repubblica Popolare Cinese avesse violato gli avamposti nazionalisti.
Il 1º luglio 1957 le United States Far East Air Forces furono rinominate Pacific Air Forces e trasferirono il proprio comando centrale nella Hickam AFB (Territorio delle Hawaii). Intorno al 1960, le PACAF mantenevano una forza di deterrenza pronta al combattimento dell'ordine di 35 squadroni, operante da 10 basi principali dislocate in una mezza dozzina di paesi.

### Guerra del Vietnam

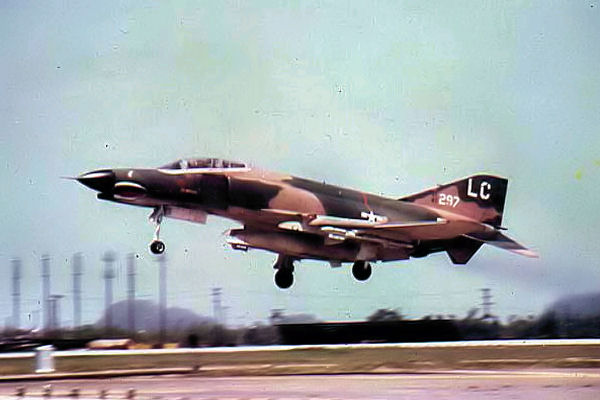
F-4 del 421st Tactical Fighter Squadron, Da Nang Air Base

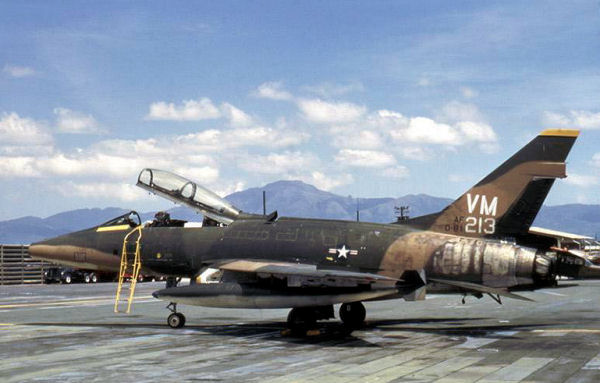
North American F-100F-20-NA Super Sabre numero di serie 58-1213 del 352d Fighter Squadron presso Phan Rang Air Base, Vietnam del Sud, 1971

Nei primi anni 1960 le forze armate comuniste in Vietnam accrebbero sensibilmente la loro rilevanza e potenzialità. Di conseguenza, le PACAF intrapresero un'azione di aumento e miglioramento della loro presenza nell'area, sia in termini umani, sia materiali.
In reazione a quello che sarebbe passato alla storia come Incidente del Golfo del Tonchino nel 1964, piloti e personale di supporto del Tactical Air Command (TAC) si ritrovarono trasferiti da basi "CONUS" a basi PACAF come Da Nang Air Base e Phan Rang AB nel Vietnam del Sud. Gli squadroni caccia TAC dispiegati utilizzarono anche le basi in Thailandia (Takhli RTAFB, Korat RTAFB).
All'aumentare dell'impegno militare americano nel Sudest asiatico, il TAC destinò definitivamente interi stormi aerei da basi CONUS a basi PACAF ed aumentò il numero di squadroni di caccia tattici e ricognitori che a rotazione venivano dispiegati in Temporary Duty (servizio temporaneo) nelle basi PACAF in Vietnam e Thailandia, oltre che in Corea del Sud, Giappone e Filippine. Ogni giorno del conflitto, equipaggi ed aerei PACAF si sarebbero scagliati sui rispettivi obiettivi lungo l'area di operazioni dai cieli del Vietnam del Nord e del Sud.
All'epoca della Guerra del Vietnam (1968), le PACAF comandavano forze dislocate nelle principali basi dei seguenti paesi:
- Giappone (Fifth Air Force)
- Corea del sud (Fifth Air Force)
- Filippine (Thirteenth Air Force)
- Taiwan (Thirteenth Air Force)
- Vietnam del Sud (Seventh Air Force)
- Thailandia (Seventh/Thirteenth Air Force).

Nel 1962 le PACAF attivarono la 2d Air Division per farne la principale organizzazione combattente nel Vietnam del Sud. Quando il conflitto si inasprì, il 1º aprile 1966 fu attivata la Seventh Air Force, che prese il posto della 2d Air Force. Le unità PACAF in Thailandia erano sotto il comando della Thirteenth Air Force a partire dal 1964, poi dal 1973 fu istituito un comando unificato Seventh/Thirteenth Air Force a Bangkok per dirigere le forze PACAF che dalla Thailandia operavano in Indocina (fino al 15 agosto 1973), e Thailandia fino al ritiro finale dell'USAF dal Sudest Asiatico all'inizio del 1976.
Verso il 1970 la guerra stava perdendo quota, in concomitanza alla "vietnamizzazione" del conflitto. Le unità della South Vietnamese Air Force (SVNAF) furono impegnate sempre più intensamente a difesa della loro nazione. La forza tattica delle PACAF si andava progressivamente riducendo, mentre parecchie base aeree venivano lasciate alla SVNAF. Gli aerei da combattimento delle PACAF condussero i loro ultimi attacchi alla Cambogia il 15 agosto 1973, scrivendo il capitolo finale alla lunga e costosa storia della partecipazione americana alla Guerra d'Indocina. Gli Accordi di pace di Parigi del 1973 posero fine all'uso da parte delle PACAF delle basi sudvietnamite, e verso il 1976 le basi in Thailandia furono rese al competente governo. Nel 1979, la normalizzazione delle relazioni con la Repubblica Popolare Cinese portò al ritiro del personale PACAF dalla Ching Chuan Kang Air Base, Repubblica di Cina (Taiwan).

#### Post guerra fredda

Aree di responsabilità di ciascun Unified Combatant Command.

L'era post-Vietnam portò il comando a focalizzarsi sulla propria prontezza operativa, e la struttura organizzativa delle PACAF vide un marcato periodo di cambiamenti rapidi ed estesi. Disattivata alla fine della Guerra del Vietnam nel 1975, la Seventh Air Force fu riattivata presso Osan Air Base (Corea del Sud) nel 1986 per rilevare le attività della Fifth Air Force in Corea del Sud. La Andersen AFB fu scorporata dallo Strategic Air Command nel 1989, e la Eleventh Air Force entrò a far parte del comando verso la fine degli anni 1990. A seguito dell'eruzione del Monte Pinatubo, la Clark Air Base nelle Filippine fu chiusa e la Thirteenth Air Force riallocata nel 1991.
Nel 1992 vi furono dei mutamenti nella struttura organica delle PACAF il cui comando assunse il controllo degli stormi di trasporto tattico basati sul teatro operativo, sui relativi C-130 ed equipaggi, e sugli associati C-130 che fornivano il supporto di teatro. Le PACAF divennero altresì il centro direttivo di tutti gli aerei di supporto operativo e di tutte le risorse di trasporto aeromedico nel Pacifico.
Nel 1986 il Goldwater–Nichols Act rielaborò la struttura di comando delle forze armate americane. Con l'avvento degli Unified Combatant Commands (UCC) organizzati su base geografica (detta "Area di Responsabilità", AOR in acronimo inglese) o su base funzionale, le Pacific Air Forces furono ricomprese nello specifico United States Pacific Command (USPACOM).
Nel corso della loro storia le PACAF hanno giocato un ruolo vitale negli eventi mondiali. Della parte svolta nella Seconda guerra mondiale, nei conflitti di Corea e del Vietnam si è già detto; ma unità combattenti PACAF sono intervenute nella campagna Desert Storm del 1991, e sono tuttora schierate in Arabia Saudita, Turchia ed Italia per il mantenimento delle attuali condizioni di pace. Le PACAF fornirono le loro conoscenze tecniche, mezzi aerei, personale ed equipaggiamento per consentire il funzionamento della nuova Expeditionary Air Force ("Forza aerea di spedizione"), specie per quanto attiene alle efficaci operazioni di ponte aereo da un capo all'altro dell'Oceano Pacifico. Dopo gli attacchi terroristici dell'11 settembre 2001, le PACAF diedero prova del loro spirito intrepido per mezzo delle loro unità messe in campo a sostegno dell'Operazione Noble Eagle e della
Enduring Freedom.
Dal 1944 il comando di cui parliamo ha partecipato a più di 140 operazioni umanitarie nella sua area di responsabilità ed oltre. In queste operazioni il personale PACAF ha aviotrasportato con velocità ed efficienza cibo, medicine ed altri approvvigionamenti ad aree devastate da tempeste, alluvioni, terremoti, eruzioni vulcaniche ed altri disastri naturali.
È stato annunciato che nel dicembre 2012 le PACAF debbano scegliere una nuova pista aerea di emergenza nelle Marianne.

### Evoluzione organica
- Istituite come Far East Air Forces (Provisional)[70] il 31 luglio 1944

Ricostituite: Far East Air Forces il 3 agosto 1944
Attivate il 3, 1944
Rinominate: Pacific Air Command, United States Army, il 6 dicembre 1945
Rinominate: Far East Air Forces il 1º gennaio 1947
Rinominate Pacific Air Forces il 1º luglio 1957

### Appartenenze
- Southwest Pacific Area, 3 agosto 1944
- US Army Forces, Pacific, 6 dicembre 1945
- United States Air Force, 26 settembre 1947 – oggi

### Componenti operative
Comandi
- Far East Air Forces Bomber Command, Provisional:[70] 8 luglio 1950 – 18 giugno 1954
- Far East Air Forces Combat Cargo Command, Provisional:[70] 20 agosto 1950 – 25 gennaio 1951
- Far East Air Forces Materiel Command (in seguito, Far East Air Logistics Force): 18 agosto 1944 – 1º ottobre 1955

Forza
- Japan Air Defense: 1º marzo 1952 – 1º settembre 1954

Forze aeree
- Fifth Air Force: 3 agosto 1944 – oggi
- Seventh Air Force

14 luglio 1945 – 1º gennaio 1947; 5 gennaio 1955 – 1º luglio 1957; 1º aprile 1966 – 30 giugno 1975; 8 settembre 1986 – oggi
- Eighth Air Force:[71] 6 dicembre 1945 – 7 giugno 1946
- Eleventh Air Force: 9 agosto 1990 – oggi
- Thirteenth Air Force: 3 agosto 1944 – 1º giugno 1955; 1º luglio 1957 – oggi
- Twentieth Air Force: 6 dicembre 1945 – 1º marzo 1955

Divisioni aeree
- 1st Bombardment Division (in seguito: 1st Air Division):[72] 7 giugno 1946 – 1º dicembre 1948
- 2nd Air Division: 10 settembre – 10 ottobre 1962; 8 luglio 1965 – 1º aprile 1966
- 17th Air Division:[73] 17 luglio 1975 – 1º gennaio 1976
- 85th Air Division:[74] 11 maggio 1945 – 1º settembre 1945
- 91st Air Division: 8 agosto 1944 – 27 gennaio 1946
- 314th Air Division:[75] 18 maggio 1951 – 1º marzo 1952
- 315th Air Division:[76] 25 gennaio 1951 – 15 aprile 1969
- 326th Air Division: 1º luglio 1957 – 15 febbraio 1989
- 327th Air Division: 26 gennaio – 8 febbraio 1966

Stormi
- 8 Tactical Fighter:[77] 18 giugno – 8 luglio 1964
- 18 Fighter:[41] 1º dicembre 1948 – 16 maggio 1949
- 19 Bombardment:[40] 16 maggio – 17 ottobre 1949
- 27 Fighter-Escort:[78] aggregato, 19–29 novembre 1950 e 6–13 ottobre 1952
- 35 Tactical Fighter:[79] 14 marzo – 8 aprile 1966.
- 322nd Troop Carrier Wing: 15 febbraio 1946

### Stazioni
- Brisbane, Australia, 3 agosto 1944
- Hollandia, Nuova Guinea, 16 settembre 1944
- Leyte, Filippine, 7 febbraio 1945
- Tolosa, Leyte, Filippine, 17 febbraio 1945
- Fort William McKinley,[80] Leyte, Filippine, 20 marzo 1945
- Tokyo, Giappone, 17 maggio 1946
- Fuchu AS, Giappone, 13 maggio 1956
- Hickam AFB,[4] Hawaii, 30 giugno 1957 – oggi

## Organizzazione attuale
Attualmente, a settembre 2023, il comando controlla 320 aerei caccia o d'attacco, 13 elicotteri, 4 aerei AWACS, 15 aerei da rifornimento in volo e 30 da trasporto.

### Fifth Air Force,Yokota Air Base,Tokyo,Giappone
- 18th Wing, Kadena Air Base, Prefettura di Okinawa, Giappone - E-3B/C, F-15C/D, HH-60 e KC-135R
- 35th Fighter Wing, Misawa Air Base, Prefettura di Aomori, Giappone - F-16C/D
- 374th Airlift Wing, Yokota Air Base, Giappone - C-12J, C-130H e UH-1N

### Seventh Air Force,Osan Air Base,Gyeonggi-do,Corea del Sud
- 8th Fighter Wing, Kunsan Air Base, Jeollabuk-do, Corea del Sud - F-16C/D
- 51st Fighter Wing, Osan Air Base, Corea del Sud - A-10C e F-16C/D
- 607th Air Operations Center, Osan Air Base, Corea del Sud

### Eleventh Air Force(Alaskan NORAD Region),Joint Base Elmendorf-Richardson,Alaska
- 3d Wing, Joint Base Elmendorf-Richardson, Alaska - C-12, C-17, E-3 e F-22A
- 354th Fighter Wing, Eielson Air Force Base, Alaska - F-35A e F-16C/D
- 611th Air Operations Center, JB Elmendorf-Richardson, Alaska
- 673rd Air Base Wing, Joint Base Elmendorf-Richardson, Alaska
- Pacific Air Forces Regional Support Center, JB Elmendorf-Richardson, Alaska

### Direct Reporting Units
- 15th Wing, Joint Base Pearl Harbor-Hickam, Hawaii - C-17A, C-37A, C-40B, F-22A e KC-135R
- 36th Wing, Andersen AFB, Guam
- 613th Air Operations Center, Joint Base Pearl Harbor-Hickam, Hawa